# Anger Rising
Anger Rising é uma canção do segundo álbum solo de Jerry Cantrell, Degradation Trip de 2002, e o primeiro single do álbum. Foi lançado nas rádios americanas em abril de 2002, e ficou durante 18 semanas no ranking Mainstream Rock Tracks da Billboard e atingiu a 10ª posição.

## Video Clipe
Um video clipe foi feito para acompanhar o single. Pode ser visto em Degradation Trip Volumes 1 & 2.